# Ancien beffroi de Lille (1826-1857)
L' ancien beffroi de Lille (1826-1857) était situé au Palais Rihour, siège de l’hôtel-de-ville de Lille de 1664, date de son transfert de l'ancienne halle échevinale, jusqu’à son incendie en 1916. Ce beffroi construit en 1826 fut démoli en 1857.

## Histoire
Le beffroi du Palais Rihour a remplacé le clocher de l’église Saint-Etienne qui en avait fait office jusqu'à sa destruction par un incendie au cours du siège 1792 et depuis la démolition en 1601 de celui de la halle échevinale.
Il a été ajouté en 1826 à l’ensemble disparate à cette date du palais Rihour depuis les incendies de 1720 et de 1756 et une reconstruction partielle en 1733.
Sa démolition en 1857 est liée à la reconstruction de l’hôtel de ville sur les plans de l’architecte Charles Benvignat.
Lille n’aura plus de beffroi jusqu’à celui de la Chambre de Commerce terminé en 1921 puis celui de la Mairie en 1932.
D’après le chansonnier Desrousseaux, contemporain de sa démolition, son architecture aurait  été peu appréciée mais par la suite sa disparation fut regrettée.
C’était  le plus haut bâtiment de la ville d’où l’on avait vue du panorama  de la ville et des alentours, par beau temps jusqu’aux clochers de l’église de Tournai, Cassel et au Mont des Cats. 

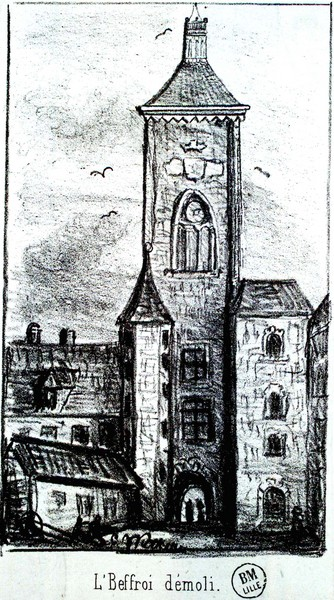
Ancien beffroi
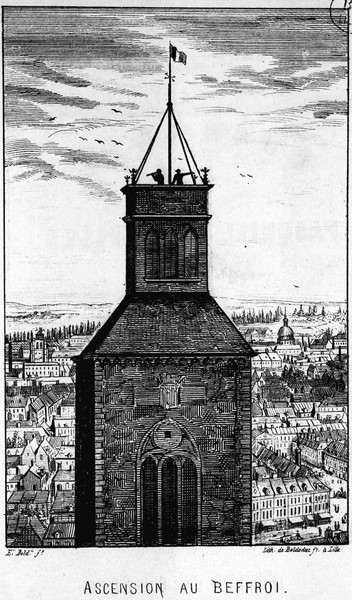
Ascension au beffroi
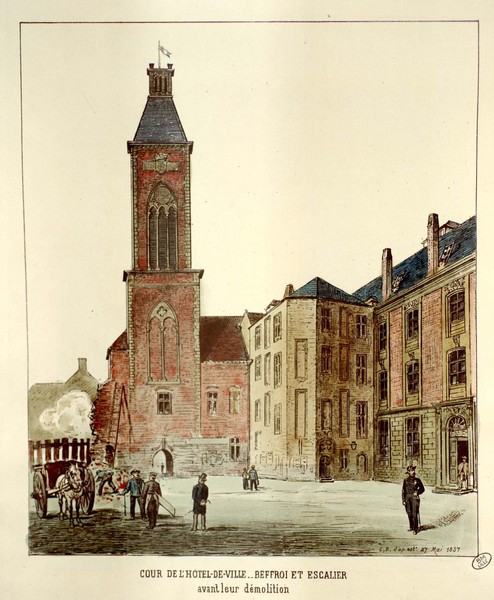
Hôtel-de-Ville avant sa démolition de 1857

## Le beffroi  par Desrousseaux
Le chansonnier Desrousseaux  lui a consacré 3 pasquilles (textes en patois), l’ascension au beffro qui décrit les vues au sommet en compagnie du guetteur, guide, complainte d’un guetteu su’ l’démolition du beffro texte datant de sa destruction et démolition du beffroi de Lille.
Original en patois (typographie de l'édition respectée) et traduction en français.
| Texte en patois | Traduction en français |
| --- | --- |
| Complainte d’un guetteu su’ l’démolition du beffroi Quand j’ai vu défair’pièche à pièche Min pauv’ beffro, j’étos saisi. Mais faut-i’ l’ dire ? veyant cheull’ brèche Faite à no’ vill’, tout l’mond a ri. Pourtant (quoiqu’ ch’est bien assez drôle) D’ vir un homm’ querre , on est joyeux… Mais quand i’ s’a démis l’épaule, On dit, du moins, ch’est malheureux Mais min beffro, ch’est triste à dire, N’a mêm’ point cheull consolation. Malgré s’culbute, on n’cess’ de rire, On n’fait qu’vanter s’démolition. L’un dit : « Ch’ n’étot qu’un grand mont d’briques ! » Un aut’ tariar ajout’ viv’ mint : « Les plus vilains ballots d’fabriques Sont aussi beaux que ch’ monumint ! | Complainte d’un guetteur sur la démolition du beffroi Quand j’ai vu défaire pièce à pièce Mon pauvre beffroi, j’étais saisi Mais faut-il le dire ? Voyant cette destruction Faite à notre ville, tout le monde a ri. Pourtant, c'est assez drôle de voir un homme tomber Mais quand il se démet l’épaule On dit, du moins, c'est malheureux Mais mon beffroi, c’est triste à dire, N’a même pas cette consolation Malgré sa culbute, on ne cesse de rire, On ne fait que vanter sa démolition L’un dit : « ce n’était qu’un grand mont de briques ! » Un autre moqueur ajoute vivement « Les plus vilaines cheminées d’usines Sont aussi belles que ce monument » |

Dans ce texte Démolition du Beffroi de Lille écrit après 1881, l'appréciation sur le monument disparu a évolué.
Original en patois (typographie de l'édition respectée) et traduction en français.
| Texte en patois | Traduction en français |
| --- | --- |
| Démolition du beffroi de Lille Pauv' beffro, n'aiant rien d'antique, On l'accablot toudis d' critique, [.../...] A ch't' heure, jugez mes gins, si ch'est comique In m' présence au Palais-Rameau, Pus d' vingt fos, on l'a trouvé biau Ah ! Drôles de gins qu' nous sommes ! Il a l' sort, après tout, des hommes Qui, d' leu' vivant n' sont point considérés, Et qu'on honore après | Démolition du beffroi de Lille Pauvre beffroi, n'ayant rien d'antique, On l'accablait toujours de critiques, [.../...] Maintenant jugez si c'est comique En ma présence au Palais-Rameau, Plus de vingt fois, on l'a trouvé beau Ah ! Drôles de gens que nous sommes ! Il a le sort, après tout, des hommes Qui de leur vivant ne sont pas considérés, Et qu'on honore après |